# Kosmos 78
Kosmos 78 (ros. Космос 78) – radziecki satelita rozpoznawczy; trzydziesty statek serii Zenit-2 (25. udana misja) programu Zenit, którego konstrukcję oparto na załogowych kapsułach Wostok.